# Robert Rubin
Robert Edward Rubin, född 29 augusti 1938 i New York, är en amerikansk bankman som tjänstgjorde som USA:s finansminister från 1995 till 1999 under USA:s president Bill Clinton.

## Biografi
Robert Rubin har studerat vid Harvard College, London School of Economics och har en juristexamen från Yale Law School. Han inledde sin karriär på advokatbyrån Cleary, Gottlieb, Steen & Hamilton i New York. Han anställdes 1966 av Goldman Sachs.
Rubin tjänstgjorde i presidentkansliet som rådgivare i ekonomisk politik mellan 1993 och 1995, därefter utsågs han till USA:s finansminister. Han avgick 1999 för att tillträda en chefsbefattning på Citigroup.